# Gunnar Hansen
Gunnar Milton Hansen (Reykjavík, 4 de març de 1947 - Northeast Harbor, Maine, 7 de novembre de 2015) va ser un actor i escriptor islandès nacionalitzat estatunidenc, conegut mundialment pel seu paper com a Leatherface en la pel·lícula The Texas Chain Saw Massacre (1974).

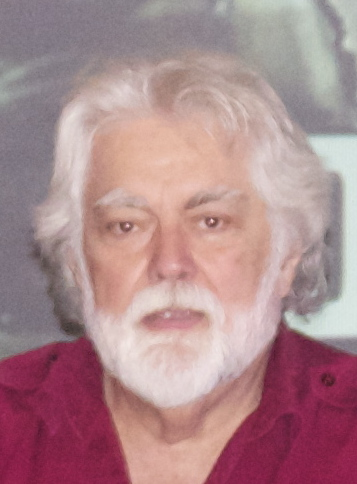
Gunnar Hansen

## Vida Personal
Hansen va néixer a Reykjavík, Islàndia, i es va mudar als Estats Units quan tenia cinc anys. Va viure a Maine fins a l'edat d'onze anys, quan la seva família es va mudar a Texas, on va assistir a l'Austin High School i la Universitat de Texas a Austin. Es va especialitzar en anglès i matemàtiques com a estudiant, i després va anar a escola de postgrau en Estudis escandinaus i anglès.

## Biografia
El seu primer treball fora de l'escola secundària va ser com a operador de computadora, abans de començar a treballar en el teatre de la universitat. També va ser jugador de futbol durant l'escola secundària, i per un temps encarregat de seguretat d'un bar. El 1973, just després d'acabar la universitat, Hansen es va assabentar que The Texas Chain Saw Massacre s'estava filmant en Austin i va decidir provar, aconseguint el paper de Leatherface, l'assassí emmascarat de la pel·lícula.
Després de l'èxit de la pel·lícula, Hansen va coprotagonitzar Demon Lover, però després de l'experiència va decidir no seguir actuant, per poder prosseguir la seva carrera com a escriptor. El 1975, després d'un any addicional d'estudis de postgrau, Hansen es va traslladar a Maine i va començar a escriure. Durant aquest temps, va rebutjar un paper en la pel·lícula de terror de culte The Hills Have Eyes.

## Filmografia
| Any  | títol                             | Paper                   | Notes                                 |
| ---- | --------------------------------- | ----------------------- | ------------------------------------- |
| 1974 | The Texas Chain Saw Massacre      | Leatherface             |                                       |
| 1977 | The Demon Lover                   | Prof. Peckinpah         |                                       |
| 1988 | Hollywood Chainsaw Hookers        | L'estranger             |                                       |
| 1991 | Campfire Tales                    | Ralph                   |                                       |
| 1995 | Exploding Angel                   | Walter                  |                                       |
| 1995 | Mosquito                          | Earl el lladre de bancs |                                       |
| 1995 | Freakshow                         | Freakmaster             | Directament per a vídeo               |
| 1996 | Repligator                        | Dr. Kildare             |                                       |
| 1999 | Hellblock 13                      | L'ejecutador            | Directament per a vídeo               |
| 2002 | Hatred of a Minute                | Barry                   |                                       |
| 2002 | Witchunter                        | Michael Jones           | Directament per a vídeo               |
| 2002 | Rachel's Attic                    | Ronald                  |                                       |
| 2002 | Sinister                          | El Gaitero              | Curtmetratge                          |
| 2003 | Next Victim                       | Doctor Howard           |                                       |
| 2004 | The Business                      | Avi                     | Curtmetratge, directament per a vídeo |
| 2004 | Chainsaw Sally                    | Papaito                 |                                       |
| 2004 | Murder-Set-Pieces                 | Mecànic                 |                                       |
| 2005 | Apocalypse and the Beauty Queen   | Reggie                  |                                       |
| 2005 | Wolfsbayne                        | L'Elder                 |                                       |
| 2006 | Swarm of the Snakehead            | Gunner                  |                                       |
| 2006 | The Deepening                     | Dr. Chambers            |                                       |
| 2007 | Brutal Massacre: A Comedy         | Krenshaw                |                                       |
| 2007 | Shudder                           |                         | Directament per a vídeo               |
| 2007 | Gimme Skelter                     | Porter Sandford         |                                       |
| 2009 | Won Ton Baby!                     | Dr. Kurt Severson       |                                       |
| 2009 | It Came from Trafalgar            | Tex Ghoul               |                                       |
| 2009 | Reykjavik Whale Watching Massacre | Capità Pétur            |                                       |
| 2012 | Texas Chainsaw 3D                 |                         |                                       |